# Ooops! Die Arche ist weg…
Ooops! Die Arche ist weg… (Originaltitel: Ooops! Noah Is Gone...) ist ein europäischer Animationsfilm aus dem Jahr 2015.

## Handlung
Dave ist ein Nasenbär, ein unbeholfenes, albern aussehendes, knallbuntes Wesen, dessen einzige Fähigkeiten darin bestehen, bequeme Nester zu bauen und eine übel riechende Gaswolke abzusondern, wenn er Angst um sein Leben bekommt. Dave zieht ständig umher auf der Suche nach einer Bleibe, einem richtigen Zuhause, sehr zum Leidwesen von Finny, seinem Sohn, der nur Freunde finden will. Nachdem er ein Gerücht über eine kolossale Welle gehört hat, die die ganze Welt bedecken soll, packt Dave wieder alles zusammen und nimmt Finny mit zu einer riesigen Versammlung von Tieren. Dort wartet ihre einzige Rettung, eine riesige Arche, groß genug für alle Tiere der Welt, gebaut von einem Menschen namens Noah.
Leider werden Dave und Finny abgewiesen, da sie nicht auf der Liste des Löwen stehen, der alle Angelegenheiten der Tiere auf der Arche regelt. Aber es braucht mehr als das, um einen Dave abzuschrecken. Mit etwas kreativem Denken, etwas improvisierter Handwerkskunst und der unfreiwilligen Hilfe der fleischfressenden Grymps, Hazel und ihrer Tochter Leah, schaffen sie es, sich doch noch auf die Arche zu schleichen.
Gerade als der Tag gerettet zu sein schien, stellen Dave und Hazel fest, dass Finny und Leah verschwunden sind. Die Eltern geraten in Panik, als die Arche davonsegelt und ihre Kinder auf dem letzten Stück Land zurückbleiben, das noch nicht vom Wasser verschlungen wurde.
Ihr verzweifelter Wettlauf gegen die Zeit beginnt. Leah, die eine geborene Jägerin und Überlebenskünstlerin ist, wird mit dem tollpatschigen und unbeholfenen Finny belastet, aber irgendwie schaffen sie es, dem steigenden Wasser und den gierigen und grausamen Greifen zu entkommen. Schließlich nehmen sie zwei weitere seltsame Kreaturen in ihre Reihen auf, die ebenfalls von der Arche verstoßen wurden. Umgeben von seiner neuen Gruppe von Freunden findet Finny seinen Halt und beginnt, sich als der mutige Held zu entpuppen, der er wirklich ist.
Währenddessen müssen die Eltern ihre Differenzen überwinden, um zusammenzuarbeiten, sich durch Gorillawachen und den eitlen und rücksichtslosen Löwen zu kämpfen, um die Kontrolle über die Arche zu übernehmen und ihre Kinder zu retten.
Nach vielen Abenteuern gelingt es den „furchtlosen Vier“ (Leah, Finn, Obesy und sein parasitärer Begleiter), die ständigen Angriffe zweier Greife abzuwehren, die Leah und Finn als ihr Abendessen betrachten. Die Gargoyles werden von Obesy gefressen, der einige Zeit später ins Meer fällt.
Als das Wasser den Gipfel des Berges erreicht, auf dem sich Lea und Finny befinden, gelingt es den Eltern, die Kontrolle über das Schiff zu übernehmen und es zur Bergspitze zu steuern. Lea und Finn schaffen es, auf ein Stück schwimmendes Eis zu klettern, als das Wasser den Berg verschlingt.
Als die Arche an ihrem kleinen Eisberg vorbeifährt, stellt sich heraus, dass es schwierig ist, darauf zu klettern. Finny schafft es zunächst, auf die Arche zu klettern, will aber Leah nicht zurücklassen und springt zurück auf den Eisberg. Dann springt Leah auf die Arche und hält sich mit ihren scharfen Krallen fest. Finny versucht ebenfalls, zurück auf die Arche zu gelangen, fällt aber ins Wasser und scheint bewusstlos zu werden oder zu sterben.
Als Dave versucht, Finny vor dem Ertrinken im Wasser zu retten, wird der Plot-Twist enthüllt: Die Nestrians sind in Wirklichkeit Wasserwesen, die perfekt atmen und schwimmen können, während sie unter Wasser sind. Das erklärt, weshalb Dave sich nie zu Hause gefühlt hat. Obesy entpuppt sich als ein Wal, nicht als Schnecke.
In den letzten Szenen schwimmen Dave und Finny neben der Arche her und winken Leah und Hazel zu. Auf dem Deck der Arche diskutieren der Löwenkapitän und sein Flamingo-Assistent darüber, ob sie Dave und Finny am Anfang hätten sagen sollen, dass sie Meerestiere sind.

## Synchronisation
Die deutschsprachige Synchronisation entstand unter der Dialogregie von Mike Bentz durch die Hamburger Synchron GmbH.
| Rolle        | Originalsprecher | Deutscher Sprecher |
| ------------ | ---------------- | ------------------ |
| Dave         | Dermot Magennis  | Christian Ulmen    |
| Herr Griffin | Dermot Magennis  | Tetje Mierendorf   |
| Finny        | Callum Maloney   | Daniel Kirchberger |
| Hazel        | Tara Flynn       | Katja Riemann      |
| Leah         | Ava Connolly     | Maximiliane Häcke  |

## Rezeption

### Kritiken
„Überhaupt wirkt Ooops! Die Arche ist weg… mit seiner Mischung aus Slapstick-Humor, Rettung-in-letzter-Sekunde-Katastrophenszenen und redseligen Tierfiguren voller menschlicher Makel wie ein missglückter Euro-Abklatsch der erfolgreichen US-Kinoreihe um Riesenfaultier Sid und Co.“

„Liebevoller Animationsfilm, dessen Geschichte frei nach biblischen Motiven von der Botschaft für mehr Toleranz getragen wird. Diese kommt zwar etwas plakativ daher, dafür geraten die Figuren aber facettenreich und witzig, sodass der Film insgesamt durchaus anspruchsvoll unterhält.“

### Einspielergebnis
Bei einem ungefähren Budget von 8,4 Millionen Euro belaufen sich die weltweiten Einnahmen auf 22,78 Millionen US-Dollar.